# Herferswil
Herferswil (bis 1930 Hefferswil genannt) ist ein Weiler, der zur Gemeinde  Mettmenstetten  gehört. Er liegt 500 Meter nördlich der Ortschaft Unterrifferswil (Gemeinde Rifferswil). Er liegt am oberen Ende des Jonental, an der Hauptstrasse zwischen Affoltern am Albis und Rifferswil.

## Geschichte
Die Gemeinden Obermettmenstetten, Untermettmenstetten, Rossau, Dachlissen und Herferswil, die vor 1798 selbständig gewesen waren, bestanden im 19. Jahrhundert als Zivilgemeinden weiter, bis 1895 Ober- und Untermettmenstetten vereinigt und 1929 sämtliche Zivilgemeinden aufgehoben wurden.

## Verkehr
Herferswil liegt etwas abseits der Jonentalstrasse. Die Hauptstrasse 383 (Albisstrasse) ist 550 Meter vom Dorfkern entfernt. Die Postautolinie 223 (Affoltern a. A., Bahnhof – Hausen a. A., Post) bediente bis Ende 2015 die Haltestelle Mettmenstetten, Herferswil. Die nächstgelegene ÖV-Haltestelle befindet sich in Unterrifferswil.